# Cayo Valerio Verdulo
Cayo Valerio Verdulo fue un alfarero vinculado a la ciudad romana de Calagurris Iulia, uno de los centros más importantes del valle del Ebro, tras su promoción a municipio por Augusto.
Pese a que no hay ninguna certeza al respecto, generalmente se atribuye a una sola persona la firma de los vasos decorados a molde con el nombre G. Val. Verdvllus pingit. A partir de uno de los vasos hallados en Vareia, (Varea, Logroño), firmado por G(AIUS).VALE(RIVS).VER[DVLL]VS.CAL(AGURRITANUS), se propuso que Verdulo era un miembro de la élite calagurritana, quizá un negotiator o un mercator rei cretariae.
Las producciones de este alfarero no se limitaban solamente al ámbito de la sigillata hispánica, sino que los restos parecen indicar que la producción se ampliaba a materiales constructivos cerámicos, cerámicas engobadas e incluso vidrio.

## Historia de los descubrimientos
Los primeros restos de cerámica de Verdulo aparecen documentados en la bibliografía académica a partir de finales de los años 40 del siglo XX. Tras hallazgos puntuales en Tarragona, no será hasta que aparezcan más fragmentos en Celsa (Velilla de Ebro, Zaragoza) que se podrán vincular estos restos con otros posteriores en la misma zona geográfica, adscrita al Valle del Ebro. El estudio de los mismos permite afirmar que todos estos fragmentos se corresponden con una atribución común a un tal Gaius Valerius Verdullus. Estos fragmentos, asimismo, están vinculados al alfar de La Maja (Pradejón), y el principal motivo para deducir que su centro es Calagurris es su importancia en la época como centro circense y de mercado. A juzgar por los motivos de los relieves de las piezas, se piensa que su uso sería local y estaría vinculado a los fastos calagurritanos, así como a aspectos relevantes de la economía local, tales como los cultivos hortofrutícolas.

## Características de las cerámicas
La principal característica de estas cerámicas es su morfología, que se repite en las diferentes piezas y permite que su reconocimiento sea más sencillo. Se trata de vasos de paredes finas cuya decoración, a molde, muestra la firma de Gaius Valerius Verdullus. El tipo de vasos más extendido consiste en una forma de cuenco con perfil carenado, siguiendo la tipología de Amparo Castiella, apoyados en un pie pequeño y que muestran asimismo un labio relativamente marcado. Pese a que las paredes interiores de las piezas sean irregulares, las exteriores tienen una calidad exquisita con decoración a molde muy variada, y motivos a su vez abundantes: vegetales, geométricos, puntillados, animales, rosetas, temas mitológicos, figuraciones humanas incluso… Los vasos más conocidos, probablemente por su tema, son los que hacen referencia a las carreras de circo, a las carreras de gladiadores y, sobre todo, a temas eróticos; no hay que olvidar, tampoco, que muchas interpretaciones de los motivos decorativos de los vasos de Verdulo vienen dadas precisamente por la presencia en su decoración de leyendas epigráficas.

## Área de difusión
Se han encontrado vasos de este alfarero por todo el valle del Ebro, como en el yacimiento de Partelapeña (El Redal, La Rioja), la villa de Quilinta (Viana, Navarra), Caesaraugusta (Zaragoza) e incluso Tarraco (Tarragona); y también en ciudades fuera del valle del Ebro, como en Herrera del Pisuerga (Palencia). Las producciones tienen un período de actividad que tradicionalmente se ha situado en época de Claudio, pasando por época neroniana hasta inicios del reinado de Vespasiano.